# Gare de Takanawa Gateway
La gare de Takanawa Gateway (高輪ゲートウェイ駅, Takanawa-Gētowei-eki) est une gare ferroviaire de la ville de Tokyo au Japon. Elle est située dans l’arrondissement de Minato, dans le quartier de Takanawa. La gare est gérée par la compagnie JR East.

## Situation ferroviaire
La gare de Takanawa Gateway est située au point kilométrique (PK) 33,6 de ligne Yamanote et au PK 36,2 de la ligne Keihin-Tōhoku.

## Histoire
La gare a été annoncée par la JR East le 3 juin 2014 et sa construction a commencé en février 2017 pour une ouverture en vue des jeux olympiques d’été de 2020. La gare ouvre au public le 14 mars 2020, mais ne sera pleinement opérationnelle qu’en 2024.
L’architecture et le design a été conçu et par l’architecte japonais Kengo Kuma.

## Services aux voyageurs

### Accès et accueil
La gare dispose d’un bâtiment voyageurs, avec guichet, ouvert tous les jours.

### Desserte
- JY Ligne Yamanote :

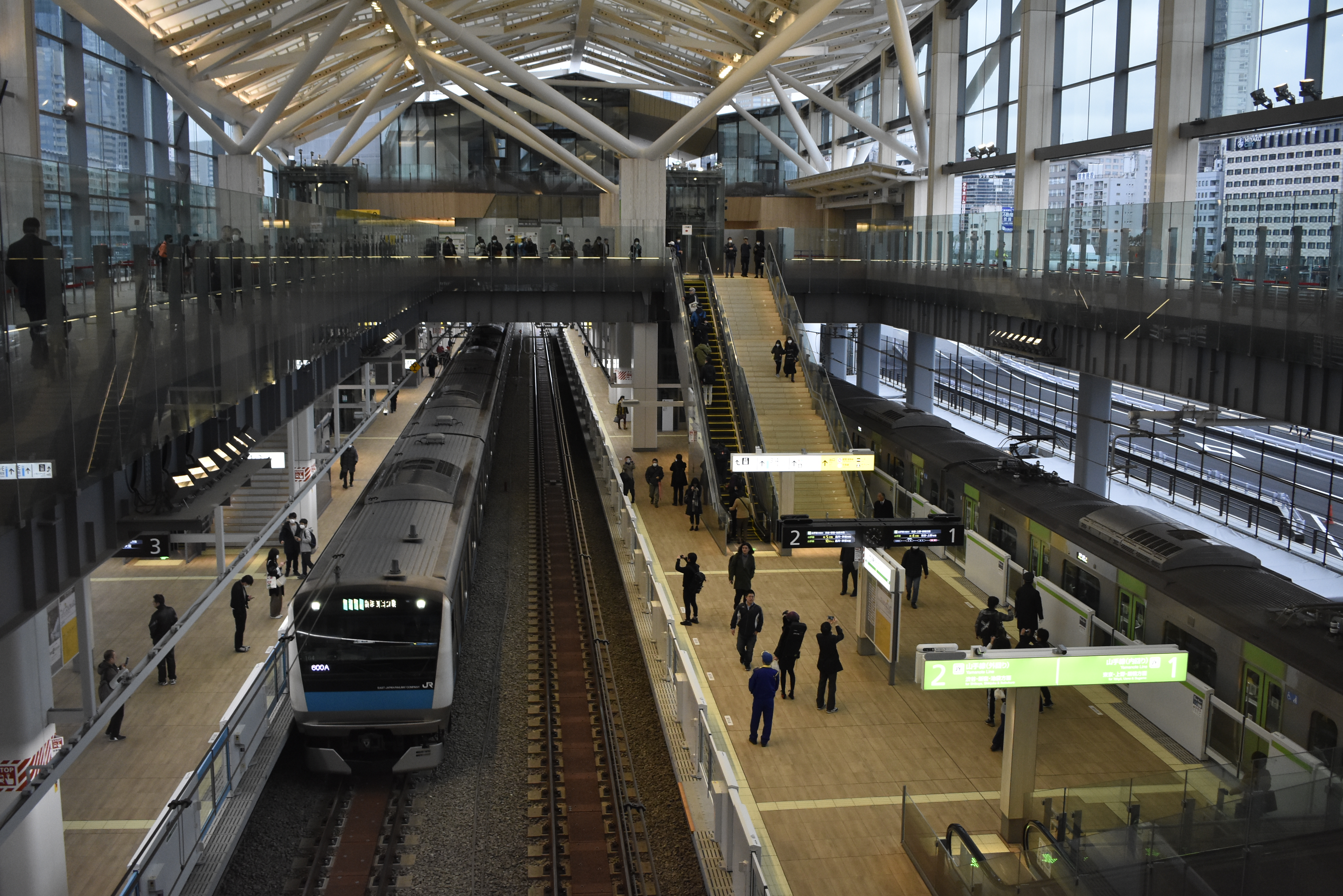
Vue des quais.

  - voie 1 : direction Tokyo et Ueno
  - voie 2 : direction Shinagawa et Shibuya

- JK Ligne Keihin-Tōhoku :
  - voie 3 : direction Tokyo et Ōmiya
  - voie 4 : direction Shinagawa et Yokohama

### Intermodalité
La station de métro Sengakuji (lignes Asakusa et Keikyū) se trouve à proximité de la gare.